# Tilo
Tilo  è un nome proprio di persona tedesco maschile.

## Varianti
- Maschili: Till[1], Tillo[1], Thilo[1]

## Origine e diffusione
Deriva da Tielo, un ipocoristico basso-tedesco di vari nomi germanici inizianti per Diet- (come Dietrich, Dieter, Diethelm e Dietmar), dalla radice germanica theud ("popolo", "gente").
Il nome è stato portato da un santo monaco sassone del VII secolo, il cui nome è reso in italiano con "Tillone" (il suo culto è debolissimo in Italia, e il nome è pertanto sostanzialmente inutilizzato).

## Onomastico
L'onomastico ricorre il 7 gennaio in memoria di san Tillone (Tillo in tedesco), monaco benedettino ed eremita a Solignac, sacerdote e missionario intorno a Courtrai.

## Persone
- Tilo Prückner, attore tedesco

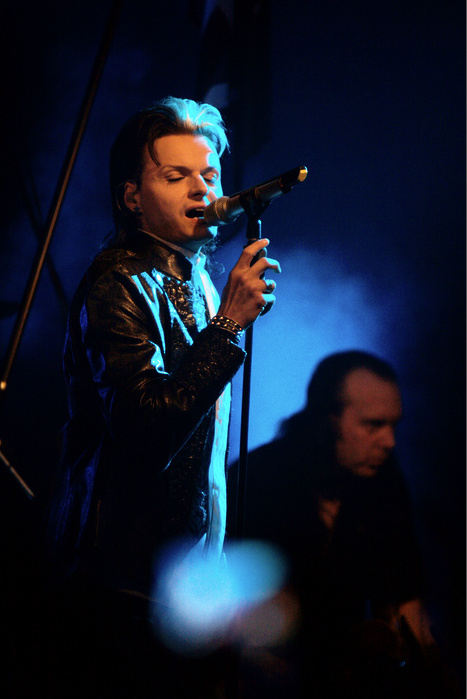
Tilo Wolff

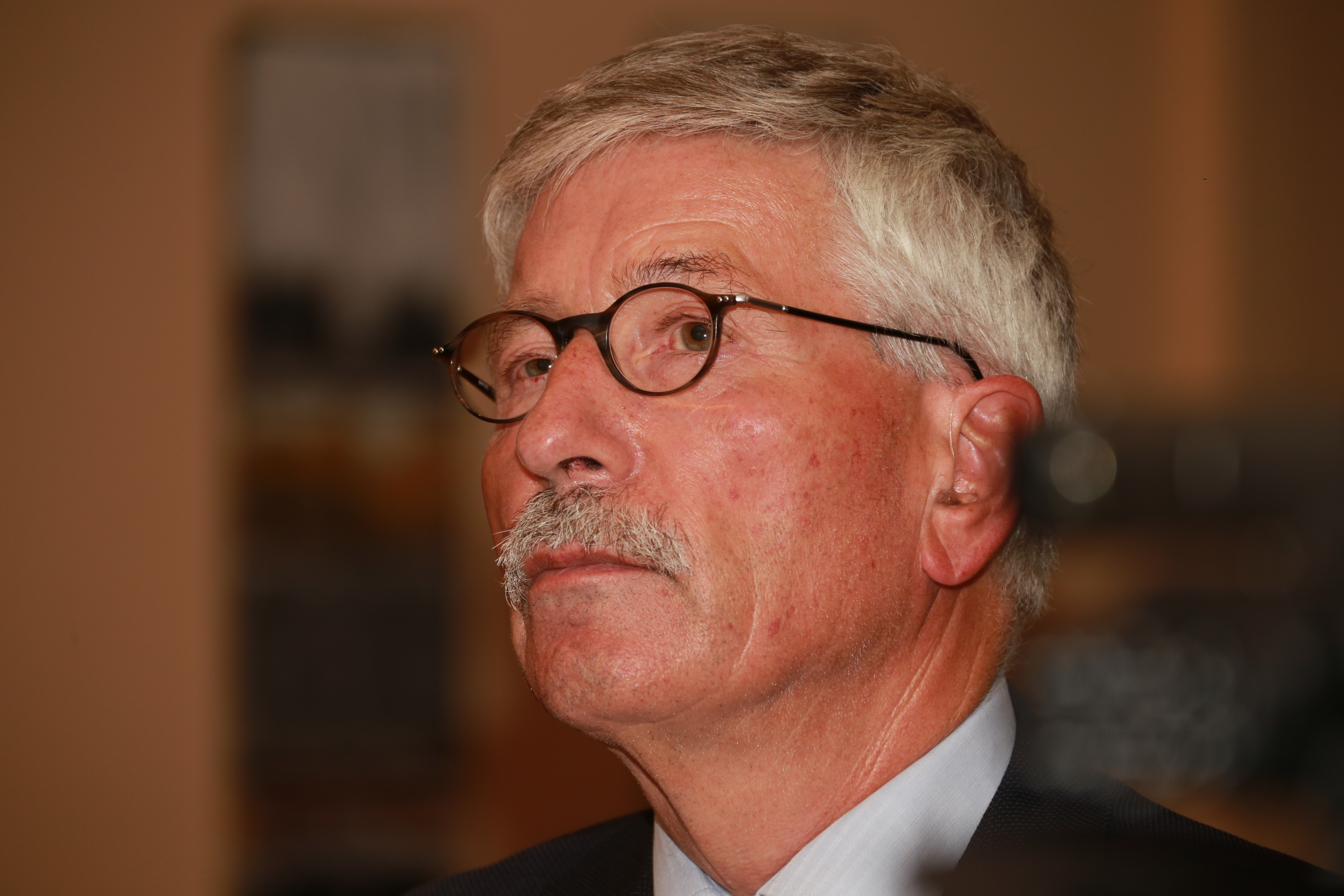
Thilo Sarrazin

- Tilo Wolff, cantante e musicista tedesco

### Variante Till
- Till Brönner, trombettista, compositore e produttore discografico tedesco
- Till Demtrøder,  attore e doppiatore tedesco
- Till Lindemann, cantante, attore e poeta tedesco

### Variante Thilo
- Thilo Kehrer, calciatore tedesco
- Thilo Leugers, calciatore tedesco
- Thilo Sarrazin, economista tedesco

## Il nome nelle arti
- Till è il protagonista della serie televisiva tedesca Till, ragazzo di periferia.
- Till Eulenspiegel è un personaggio del folclore tedesco e olandese.